# Poiseul-lès-Saulx
 Poiseul-lès-Saulx  es una población y comuna francesa, en la región de Borgoña, departamento de Côte-d'Or, en el distrito de Dijon y cantón de Is-sur-Tille.

## Demografía
| 63 | 64 | 57 | 76 | 51 | 48 |
| Para los censos de 1962 a 1999 la población legal corresponde a la población sin duplicidades (Fuente: INSEE [Consultar]) |    |    |    |    |    |